# Seveux-Motey
Seveux-Motey ist eine französische Gemeinde mit 474 Einwohnern (Stand: 1. Januar 2022) im Département Haute-Saône in der Region Bourgogne-Franche-Comté. Sie gehört zum Arrondissement Vesoul und zum Kanton Scey-sur-Saône-et-Saint-Albin und ist Teil des Kommunalverbands 4 Rivières.
Sie entstand als Commune nouvelle mit Wirkung vom 1. Januar 2019 durch Zusammenschluss der früheren Gemeinden Motey-sur-Saône und Seveux. Der Hauptort der Gemeinde ist Seveux. Vor dem Zusammenschluss hatte Seveux 452 Einwohner und Motey-sur-Saône 30.

## Gliederung
| Ortsteil                   | ehemaliger INSEE-Code | Fläche (km²) | Einwohnerzahl (2016) |
| -------------------------- | --------------------- | ------------ | -------------------- |
| Motey-sur-Saône            | 70375                 | 02,99        | 030                  |
| Seveux (Verwaltungssitz)00 | 70491                 | 16,89        | 452                  |

## Nachbargemeinden
| Mercey-sur-Saône                                             | Savoyeux          | Vellexon-Queutrey-et-Vaudey            |
| Mercey-sur-Saône                                             | Kompass           | Vellexon-Queutrey-et-Vaudey Saint-Gand |
| Mercey-sur-Saône Beaujeu-Saint-Vallier-Pierrejux-et-Quitteur | Igny Sainte-Reine | La Chapelle-Saint-Quillain             |

## Sehenswürdigkeiten

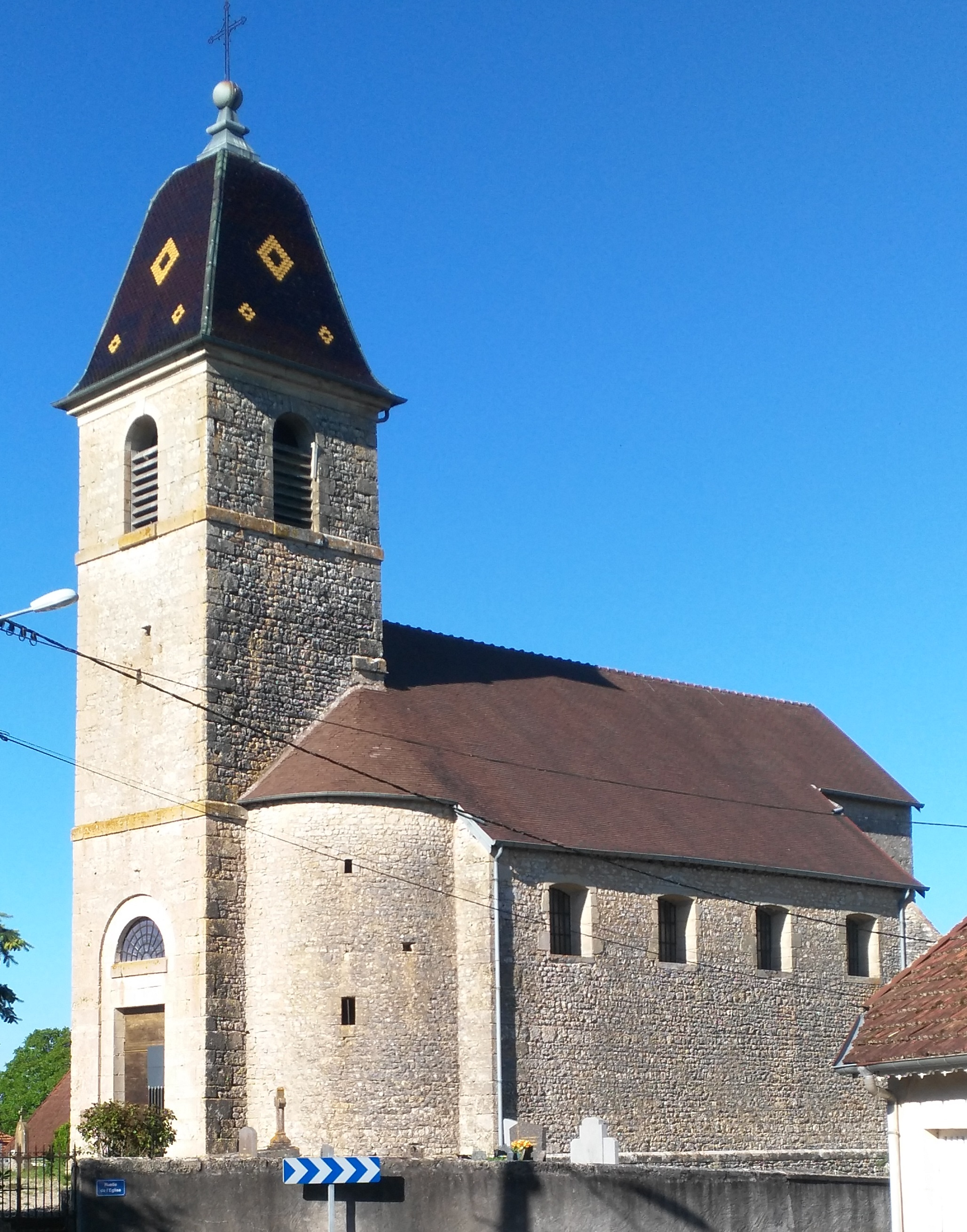
Kirche Saint-Urs in Motey-sur-Saône
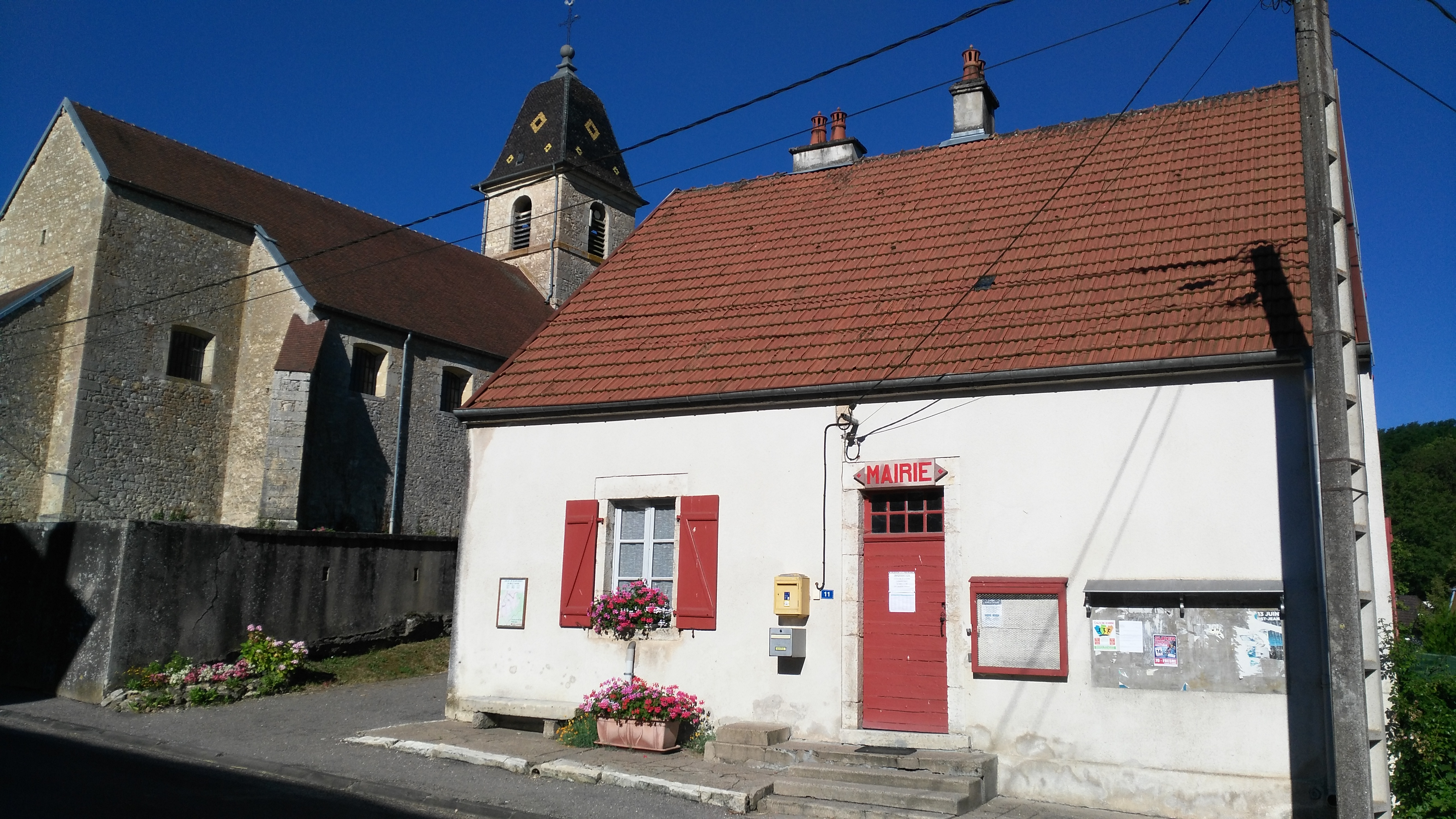
zwei Lavoirs (ehemalige öffentliche Waschhäuser) in Motey-sur-Saône und in Seveux
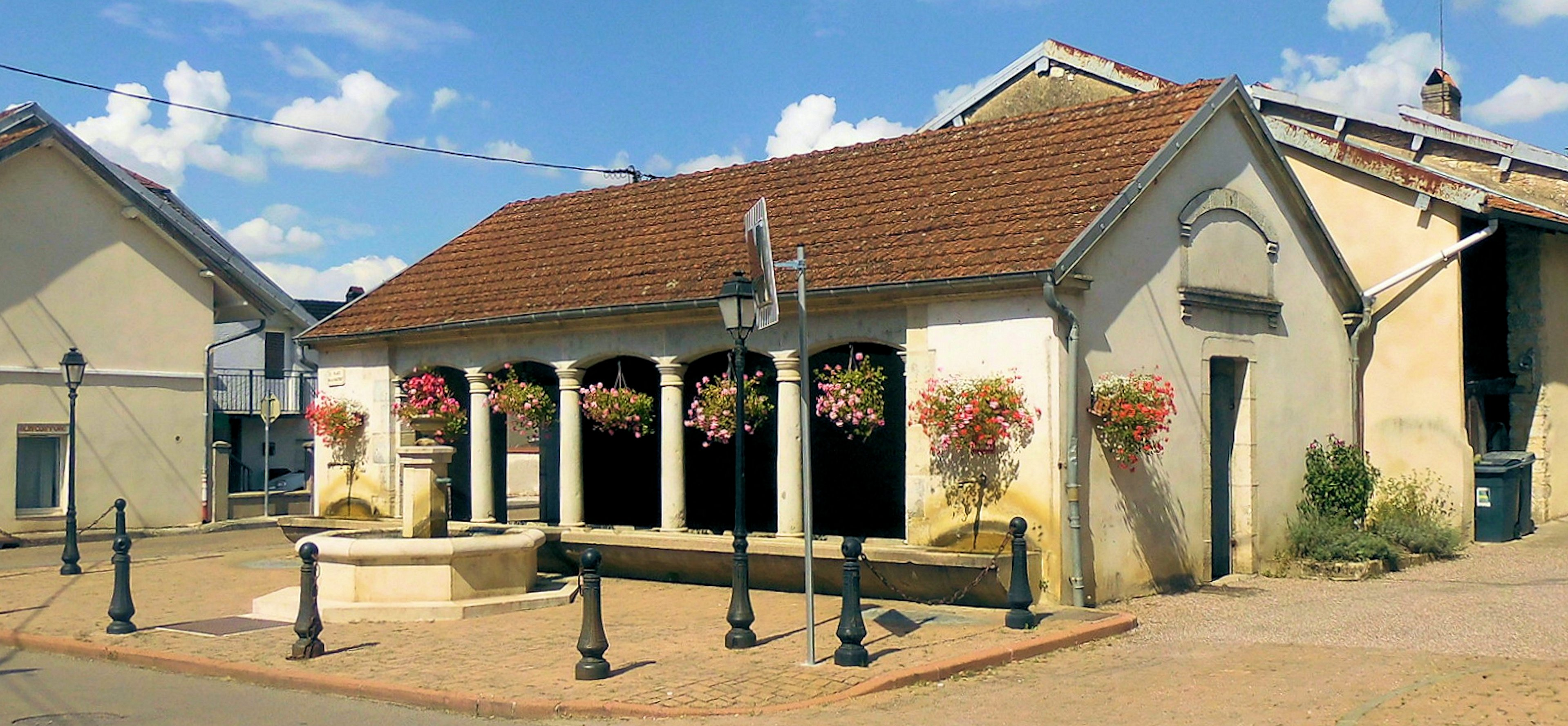
Kirche Saint-Laurent in Seveux
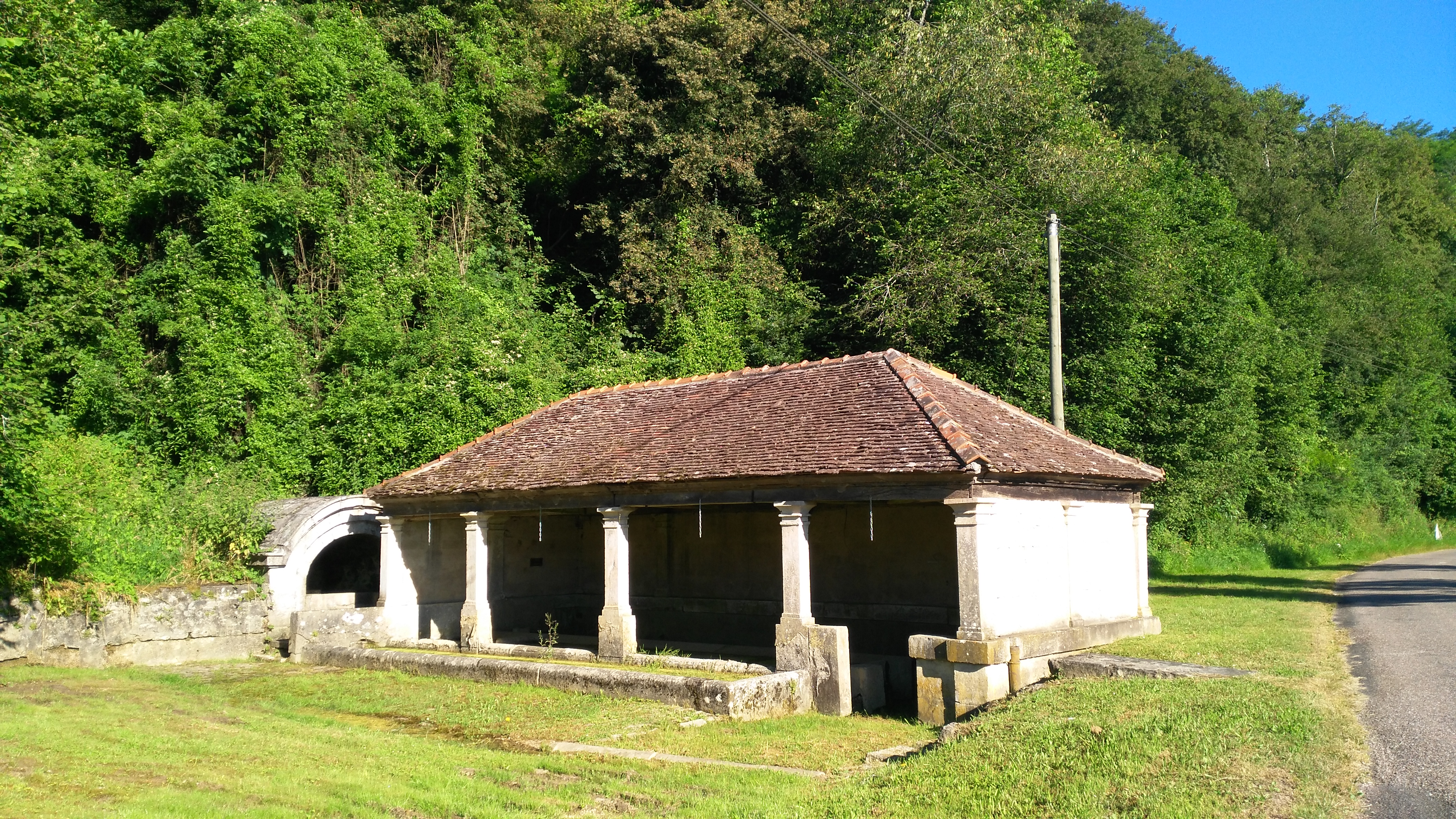
Lavoir in Motey-sur-Saône
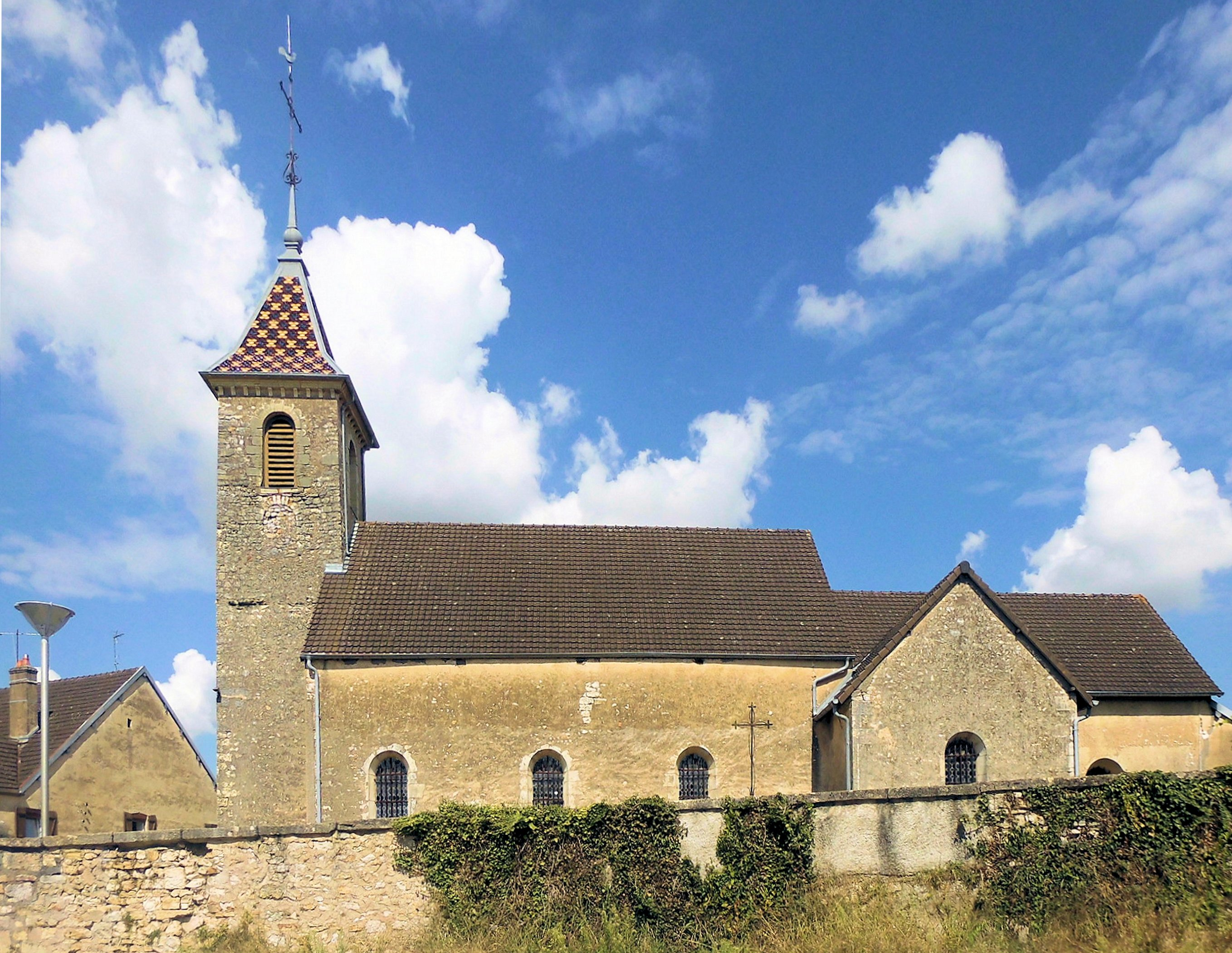
Kirche Saint-Laurent in Seveux

- Kirche Saint-Urs in Motey-sur-Saône
- Ehemalige Mairie in Motey-sur-Saône
- Lavoir in Seveux
- Lavoir in Motey-sur-Saône
- Kirche Saint-Laurent in Seveux